# Nizioł
Nizioł właśc. Tomasz Niziński (ur. 21 stycznia 1984 w Krakowie) znany również jako Niziek – polski raper. Członek zespołów Syndykat i Szajka oraz kolektywu Ciemna Strefa. Muzyk współpracował ponadto m.in. z takimi wykonawcami jak: Dudek P56, Egon, Kali, Lukasyno, NON Koneksja oraz Popek.

## Dyskografia
Albumy solowe
| Rok  | Album                                                           | Pozycja na liście | Sprzedaż        | Certyfikat         |
| Rok  | Album                                                           | POL               | Sprzedaż        | Certyfikat         |
| ---- | --------------------------------------------------------------- | ----------------- | --------------- | ------------------ |
| 2014 | Pretekst - Data: 12 grudnia 2014 - Wydawca: Banita Records      | 43                | - POL: 15 tys.+ | - POL: złota płyta |
| 2016 | Pretekst 2 - Data: 27 maja 2016 - Wydawca: Banita Records       | 12                | - POL: 15 tys.+ | - POL: złota płyta |
| 2017 | Banita Mixtape - Data: 19 maja 2017 - Wydawca: Banita Records   | 18                |                 |                    |
| 2019 | Owoc żywota - Data: 29 listopada 2019 - Wydawca: Banita Records | 7                 |                 |                    |
| 2021 | Game Plan - Data: 5 marca 2021 - Wydawca: Banita Records        | 1                 |                 |                    |
| 2022 | Samouk - Data: 4 listopada 2022 - Wydawca: Banita Records       | 5                 |                 |                    |
| 2024 | Stary wyga - Data: 31 maja 2024 - Wydawca: Banita Records       | 24                |                 |                    |

Single
| Rok  | Tytuł                                                     | Sprzedaż        | Certyfikat             | Album        |
| ---- | --------------------------------------------------------- | --------------- | ---------------------- | ------------ |
| 2016 | „Mam plan” – Dixon37 (gościnnie: Nizioł, Hinol)           | - POL: 20 tys.+ | - POL: platynowa płyta | Krew za krew |
| 2016 | „Jak nie my to kto” (gościnnie: Popek, Kaczy, Murzyn ZDR) | - POL: 10 tys.+ | - POL: złota płyta     | Pretekst 2   |
| 2016 | „Dziękuję” (gościnnie: Jav Zavari)                        | - POL: 10 tys.+ | - POL: złota płyta     | Pretekst 2   |
| 2019 | „Pozytyw” (gościnnie: Hinol)                              | - POL: 10 tys.+ | - POL: złota płyta     | Owoc żywota  |

Inne
| Rok  | Utwór | Album                                    | Źródło |
| ---- | --- | ---------------------------------------- | ------ |
| 2010 | „Widzisz ty mnie tu” – Hipotonia WIWP (gościnnie: Pantul, Arczi, Nizioł) | Wspólnie i w porozumieniu                | [ 26 ] |
| 2011 | „Zły porucznik” – Kali (gościnnie: Dobo, Nizioł, Lukasyno) | 50/50                                    | [ 27 ] |
| 2013 | „Za kurtyną” – NON Koneksja (gościnnie: Dobo, Nizioł) | Tylko dla prawdziwych                    | [ 28 ] |
| 2014 | „Lepiej odłóż na papugę” – Dudek P56 (gościnnie: Nizioł) „Nie na niby” – Dudek P56 (gościnnie: Kłyza, Nizioł) | Prorok 56                                | [ 29 ] |
| 2014 | „Złoty strzał” – Lukasyno (gościnnie: Sobota, Nizioł) | Bard                                     | [ 30 ] |
| 2014 | „Pieniądz robi pieniądz” – Egon (gościnnie: Nizioł, Deszcz) | Szyfry ulic                              | [ 31 ] |
| 2014 | „Unstoppable” – Popek (gościnnie: Olsen Fu, Youngbez, Porchy, Nizioł, Zuz Rock, J Grande) „Street Code” – Popek (gościnnie: Receiver, Nizioł) „Mad House” – Popek (gościnnie: Żabol, Merky ACE, TKO, Ego UK, Porchy, Nizioł, Sokół, Jay 3, Smoky Mo, Egon, AK-47, Bosski Roman) | Monster 2                                | [ 32 ] |
| 2015 | „Acedia” – AK-47 (gościnnie: Nizioł) | Pierwszy dzień w piekle                  | [ 33 ] |
| 2015 | „Nie ma bata” – Małach (gościnnie: Nizioł, Żabol, Profus) | Tempo Mixtape                            | [ 34 ] |
| 2015 | „Brudna robota” – Steel Banging (gościnnie: Dobo, Nizioł, Kaczy, KrimesoN GRZ) | Dwie strony świata                       | [ 35 ] |
| 2016 | „Nieważne gdzie” – Nizioł, Kafar, Żaba, Kamila | Rap najlepszej marki vol. 2 (kompilacja) | [ 36 ] |

## Teledyski
| Rok       | Tytuł                                                                                                   | Reżyseria/realizacja | Album        | Źródło |
| --------- | --- | -------------------- | ------------ | ------ |
| 2014      | „W razie w” (gościnnie: Parol Syndykat, Polska Wersja)                                                  | Tytuz                | Pretekst     | [ 37 ] |
| 2014      | „Zawsze coś” (gościnnie: Dobo ZDR, Siwers, Junior Stress)                                               | Oesvidyo             | Pretekst     | [ 38 ] |
| 2014      | „Stary wyga” (gościnnie: Lukasyno, Sokół)                                                               | Oesvidyo             | Pretekst     | [ 39 ] |
| 2015      | „Wspomnienia” (gościnnie: Monica Michael)                                                               | Oesvidyo             | Pretekst     | [ 40 ] |
| 2015      | „KRK RAP” (gościnnie: Sabot, Bosski Roman, Tobi, Chińczyk, A.R.F, Gruszka, Gruber, Żabol, Tadek, Songo) | Oesvidyo             | Pretekst     | [ 41 ] |
| 2016      | „Jak nie my to kto” (gościnnie: Popek, Kaczy, Murzyn ZDR)                                               |                      | Pretekst 2   | [ 21 ] |
| 2016      | „Dziękuję” (gościnnie: Jav Zavari)                                                                      | 9Liter Filmy         | Pretekst 2   | [ 42 ] |
| 2019      | „Pozytyw” (gościnnie: Hinol)                                                                            | 9Liter Filmy         | Owoc żywota  | [ 24 ] |
| Gościnnie | |                      |              |        |
| 2014      | „To ty, powiedz mi” – Dawidzior HTA (gościnnie: Maciej Maleńczuk, Nizioł)                               | 9Liter Filmy         | Nowe życie   | [ 43 ] |
| 2016      | „Mam plan” – Dixon37 (gościnnie: Nizioł, Hinol)                                                         | 9Liter Filmy         | Krew za krew | [ 44 ] |